# 데라시네
데라시네(Déraciné)는 프롬소프트웨어가 개발하고 소니 인터랙티브 엔터테인먼트가 플레이스테이션 4용으로 퍼블리싱한 2018년 어드벤처 게임이다. 플레이어는 플레이스테이션 VR 헤드셋을 통해 가상 현실의 미스터리를 풀려고 하는 고립된 기숙 학교의 요정 역할을 맡는다. 게임 개발은 다크 소울 시리즈로 더 잘 알려진 미야자키 히데타카가 주도했다. 데라시네는 엇갈린 반응을 받았다.

## 줄거리
고아원에서 깨어난 요정은 신비한 목소리를 통해 생명 에너지를 저장하는 빨간색 반지와 시간을 조종하는 왼쪽 파란색 반지를 취해야 한다는 사실을 알게 된다. 그런 다음 페어리는 율리야라는 소녀를 만난다. 율리야는 페어리가 고아원의 다른 아이들에게 페어리가 존재한다는 사실을 설득하도록 요청한다. 페어리는 다른 아이들을 설득하기 위해 유물과 물건을 조작한다. 고아원의 주민들이 확신을 갖게 되면 교장은 페어리에게 부탁을 한다. 그는 황금 지팡이를 들고 페어리에게 남은 시간을 활용해 로자의 다리에 부상을 입힌 사건을 막아달라고 부탁한다. 페어리는 그렇게 하여 현재 로자의 다리를 고정한다. 기숙학교에 친절한 페어리가 있다는 사실을 기쁘게 생각하며 아이들은 그 존재를 기리기 위해 다양한 방법을 연구하기 시작한다. 이것은 페어리가 뮤직 홀의 오르골을 수리하기 위해 닐스의 애완용 쥐를 죽음에서 다시 데려오는 콘서트로 마무리된다.
그 후, 페어리는 자신이 실제로 율리야의 유령과 이야기를 나누고 있었다는 사실을 알게 되고, 죽은 자를 되살리는 페어리의 능력에 영감을 받은 다른 아이들은 율리야를 다시 데려올 계획을 세운다. 율리야의 유령은 페어리에게 아이들이 율리야를 되살릴 수 있을 만큼 큰 것을 찾아 숲 속으로 헤매고 있다는 사실을 알리고, 페어리에게 그들을 구해달라고 간청한다. 페어리는 아이들의 흔적을 따라가다가 사악한 페어리가 아이들의 생명 에너지를 빨아들이는 것을 막기에는 너무 늦었다는 것을 알게 된다. 로린츠는 살아남아 페어리가 돌아가서 그들의 운명적인 여행을 막을 수 있도록 자신을 희생하기로 결정한다. 페어리는 시간여행을 하며 아이들이 숲에 들어가지 못하도록 만류하지만 아이들은 설득력이 없다. 페어리는 율리야를 되살리기 위해 더 먼 곳으로 여행을 떠나 딸 알렉시스가 죽은 후 자살한 또 다른 관리인 마가레타의 시신을 발견한다. 페어리는 마가레타의 시체에서 빨간 반지를 가져와 율리야의 반지에 올려 놓는다. 그녀가 사악한 페어리로 변신하여 아이들과 교장의 생명력을 훔치면서 이것은 빠르게 악화된다. 후회하는 율리야는 페어리가 율리야가 죽는 밤까지 여행할 수 있도록 페어리가 축적한 생명력을 사용할 수 있도록 허용한다.
페어리는 교장과 마가레타가 론시의 요정들을 연구하는 학자라는 사실을 알게되었지만 도시는 불타고 사악한 요정들이 땅을 통해 생명력을 훔쳤다. 교장 선생님과 마가레타는 실험을 계속하기 위해 고아원을 세웠다. 후회하는 인간은 사악해질 것이고 갓 태어난 아기가 최적의 후보라고 판단한 그들은 알렉시스를 요정으로 만들려고 시도했고 결국 그녀는 죽음을 맞이했다. 페어리는 율리야가 교장의 황금 지팡이를 훔치고 알렉시스를 다시 만나고 싶어 실수로 자신의 생명력을 거래했을 때 소환 된 알렉시스의 요정 버전이라는 것을 알고 있다.
결국, 페어리가 반지를 스스로 가져가는 대신 율리야의 생명을 그녀에게 돌려주기로 결정하지 않는 한, 역사는 반복될 것이다. 율리야는 자신의 삶이 얼마나 특별한지 깨닫고, 최선을 다해 살아가기로 결심한다. 그러나 이는 페어리가 세상과 상호 작용하는 능력을 희생하여 천천히 아무것도 아닌 상태로 사라지는 것을 의미한다. 율리야는 친구들과 교장 선생님과 함께 행복하게 살고 있다.

## 평가
| 평가 |        |
| --- | ------ |
| 통합 점수 통합사 점수 메타크리틱 68/100 [ 1 ] 평론 점수 평론사 점수 유로게이머 7/10 [ 2 ] 패미츠 35/40 [ 3 ] 게임 인포머 7/10 [ 4 ] 게임스팟 5/10 [ 5 ] IGN 7.8/10 [ 6 ] OPM (UK) 7/10 [ 7 ] |        |
| 통합 점수 |        |
| 통합사 | 점수   |
| 메타크리틱 | 68/100 |
| 평론 점수 |        |
| 평론사 | 점수   |
| 유로게이머 | 7/10   |
| 패미츠 | 35/40  |
| 게임 인포머 | 7/10   |
| 게임스팟 | 5/10   |
| IGN | 7.8/10 |
| OPM (UK) | 7/10   |